# Gare de Saint-Émilion
La gare de Saint-Émilion est une gare ferroviaire française de la ligne de Libourne au Buisson, située sur le territoire de la commune de Saint-Émilion, dans le département de la Gironde en région Nouvelle-Aquitaine.
Elle est mise en service en 1869 par la Compagnie du chemin de fer de Paris à Orléans (PO).
C'est une halte voyageurs de la Société nationale des chemins de fer français (SNCF) du réseau TER Nouvelle-Aquitaine, desservie par des trains express régionaux.

## Situation ferroviaire
Établie à 23 mètres d'altitude, la gare de Saint-Émilion est située au point kilométrique (PK) 554,723 de la ligne de Libourne au Buisson, entre les gares de Libourne et Saint-Laurent-des-Combes (fermée), la gare ouverte suivante est celle de Castillon.
Gare d'évitement sur une ligne à voie unique, elle dispose d'une deuxième voie pour le croisement des trains.

## Histoire
La station de Saint-Émilion est « inaugurée » en octobre 1863 par la Compagnie du chemin de fer de Libourne à Bergerac qui a fait exécuter les travaux de constructions de la section de Libourne à Castillon et prévoit une ouverture de l'exploitation en juillet 1864. Mais l'ingénieur des ponts et chaussées Pierre-Dominique Bazaine ne donne pas l'autorisation après sa réception de la voie le 12 décembre 1864. Puis du fait de la faillite de la compagnie en 1866 et du temps pris par l'État pour trouver une solution il faut attendre le 28 juin 1869 pour la mise en service de la gare et de la première section de la ligne de Libourne à Bergerac par la Compagnie du chemin de fer de Paris à Orléans qui est devenue concessionnaire de cette ligne le 2 janvier 1869.
La halte est modernisée en 2009 pour un coût de 276 000 euros financé à 40% par la région Aquitaine. En plus, la commune réalise un nouveau parvis sur lequel un parking est aménagé.
En 2014, c'est une gare voyageurs d'intérêt local (catégorie C : moins de 100 000 voyageurs par an de 2010 à 2011), qui dispose de deux quais, pour les voies 1 et 2 de chacun 120 m de longueur utile, deux abris et une traversée de voie à niveau par le public (TVP).

## Fréquentation
De 2015 à 2023, selon les estimations de la SNCF, la fréquentation annuelle de la gare s'élève aux nombres indiqués dans le tableau ci-dessous.
| Année           | 2015   | 2016   | 2017   | 2018   | 2019   | 2020   | 2021   | 2022    | 2023    |
| --------------- | ------ | ------ | ------ | ------ | ------ | ------ | ------ | ------- | ------- |
| Voyageurs seuls | 52 982 | 58 029 | 80 917 | 89 643 | 82 269 | 43 398 | 61 842 | 121 804 | 158 142 |

## Service des voyageurs

### Accueil
Halte SNCF, c'est un point d'arrêt non géré (PANG) à accès libre, avec deux quais équipés chacun d'un abri.
Un passage à niveau piéton planchéié permet la traversée des voies et l'accès aux quais.

### Desserte
Saint-Émilion est une halte voyageurs du réseau TER Nouvelle-Aquitaine, desservie par des trains express régionaux de la relation Bordeaux-Saint-Jean - Bergerac - Sarlat (Ligne 26)

### Intermodalité
Un parking gratuit, ouvert aux voitures, aux utilitaires et aux cars, est aménagé sur le parvis de la gare.

## Patrimoine ferroviaire
L'ancien bâtiment voyageurs, d'un modèle type de la ligne, inutilisé pour le service des voyageurs.